# Казео (Павија)
Казео је насеље у Италији у округу Павија, региону Ломбардија.
Према процени из 2011. у насељу је живело 33 становника. Насеље се налази на надморској висини од 408 м.